# Inger Hagerup
Inger Hagerup (Bergen, 14 de abril de 1905 - 6 de fevereiro de 1985) foi uma autora, dramaturga e poeta norueguesa. É conhecida principalmente pela sua poesia lírica, mas também por escrever muitas e importantes peças de teatro.
Hagerup publicou sua primeira coleção da poesia, "Jeg gikk meg vill i skogene", em 1939. Também é mãe de dois distintos autores, Klaus Hagerup e Helge Hagerup.
Durante a Segunda Guerra Mundial, era conhecida por se opor à ocupação Nazista na Noruega, escrevendo muitas letras agressivas contra o que viu como um inimigo brutal. O último foi inspirado no incidente em Telavåg, e é considerado um dos maiores poemas noruegueses do século XX. Muitos noruegueses podem recitar as primeiras linhas: "De brente våre gårder. De drepte våre menn." (Eles queimaram nossas casas. Eles assassinaram os nossos homens).